# Hoyte van Hoytema
Hoyte van Hoytema (ur. 4 października 1971 w Horgen) – holendersko-szwedzki operator filmowy.
Hoytema studiował w  łódzkiej szkole filmowej. Pracuje on głównie w Szwecji, Niemczech, Norwegii, Wielkiej Brytanii i Stanach Zjednoczonych.
Współpracował m.in. z Mikaelem Marcimainem (Call Girl), Tomasem Alfredsonem (Szpieg) i Christopherem Nolanem (Interstellar). 
Na planie filmu Spectre pracował z reżyserem Samem Mendesem (zastępując za kamerą Rogera Deakinsa, operatora przy produkcji filmu Skyfall). Z Christopherem Nolanem realizował również Dunkierkę (2017) oraz Oppenheimera (2023) za którego otrzymał Oscara w kategorii operator.